# ふじみ野市立葦原中学校
ふじみ野市立葦原中学校（ふじみのしりつあしはらちゅうがっこう）は、埼玉県ふじみ野市川崎にある公立中学校。

## 行事
- 4月 - 入学式
ここで新入生は全員呼名される。
入学後　宿泊学習
1年生が1泊2日の日程の自然の多いキャンプ場等（場所は不定）で共同生活を営む。
- 5月 - 体育祭　
縦割りでチームを作って行われる。優勝チームには杯が授与される。
- 9月 - 修学旅行　
公立中学校では珍しく、3年次で行われる。京都・奈良にて2泊3日の日程で行う。
- 11月 - 合唱コンクール　
近辺にある東邦音楽大学グランツザールで行われる。各学年1クラスに最優秀賞が贈られ、最優秀賞を獲得したクラスは市内音楽会に参加する。
代表生徒と学年主任等の学年外の教師と、外部から招聘された講師が審査を行う。ただし、この外部講師は音楽の専門家とは限らないが、配点は他の審査員より高い。
- 2月 - 3年生を送る会
実行委員が組織され、3学期最大のイベントとなる。
体育祭の時と同じチームで、会場となる体育館を装飾する。
- 3月 - 卒業式

## 生徒の執行組織
- ◎生徒総会
- 生徒会役員
- 学級委員会
- その他7つの専門委員会

## 実行委員会等特別な機関
- 選挙管理委員会（補助機関）
- 合唱コンクール実行委員会
- 3年生を送る会実行委員会
- 修学旅行実行委員会（学級委員会兼務）
- 校外学習実行委員会（学級委員会兼務）

## 生徒総会
6月 - 7月に生徒総会が行われる。生徒会規則では「最高の議決機関」と定められている。

## 学校の基本方針
「地域に愛される学校」を目標としている。
地域清掃や、地域住民との共同企画である「葦原祭」などが行われ地域に根ざした学校であるといえる。
なお、「地域清掃」や「葦原祭」の様子はローカルケーブルテレビで放映された。
また、週に3回ほど地域住民が校門前に立ってあいさつをしている。

## 部活動
- 野球部
- サッカー部
- 男子バスケットボール部
- 女子バスケットボール部
- 女子バレー部
- ソフトテニス部
- 陸上部・・・ほぼ毎年県大会に出場している
- 卓球部
- 自然科学部
- 美術部
- 吹奏楽部・・・全国大会に出場したことがある（リコーダーコンテスト）

## 著名な卒業生
- 太田光（爆笑問題）
- 高城剛（ハイパーメディアクリエイター）
- 長峰由紀（アナウンサー）
- 嶋重宣（元プロ野球選手）
- 高畑博（ふじみ野市長）
- ヤスヒロ（声優）